# Dilophus
Dilophus är ett släkte av tvåvingar som beskrevs av Johann Wilhelm Meigen 1803. Dilophus ingår i familjen hårmyggor.

## Dottertaxa tillDilophus, i alfabetisk ordning[1][2]
- Dilophus aberratus
- Dilophus acutidens
- Dilophus aegyptius
- Dilophus alpinus
- Dilophus andalusiacus
- Dilophus anomalus
- Dilophus antarcticus
- Dilophus antipedalis
- Dilophus aquilonia
- Dilophus arboreus
- Dilophus arenarius
- Dilophus arizonaensis
- Dilophus ater
- Dilophus atrimas
- Dilophus atripennis
- Dilophus bakeri
- Dilophus balfouri
- Dilophus beckeri
- Dilophus bicolor
- Dilophus bicoloripes
- Dilophus bipunctatus
- Dilophus bispinosus
- Dilophus borealis
- Dilophus brazilensis
- Dilophus breviceps
- Dilophus brevifemur
- Dilophus brevirostrum
- Dilophus buxtoni
- Dilophus calcaratus
- Dilophus cantrelli
- Dilophus capensis
- Dilophus carbonarius
- Dilophus castanipes
- Dilophus caurinus
- Dilophus clavicornus
- Dilophus collaris
- Dilophus collessi
- Dilophus conformis
- Dilophus conspicuus
- Dilophus crassicornis
- Dilophus crassicrus
- Dilophus crenulatus
- Dilophus crinitus
- Dilophus desistens
- Dilophus dichromatus
- Dilophus dichrous
- Dilophus disagrus
- Dilophus discretus
- Dilophus distinguendus
- Dilophus dorsalis
- Dilophus dubius
- Dilophus edwardsi
- Dilophus elephas
- Dilophus emarginatus
- Dilophus ephippium
- Dilophus erythraeus
- Dilophus espeletiae
- Dilophus exiguus
- Dilophus febrilis
- Dilophus femoratus
- Dilophus flavicornis
- Dilophus flavicrus
- Dilophus flavifemur
- Dilophus flavihalter
- Dilophus flavistigma
- Dilophus flavitarsis
- Dilophus fulvicoxa
- Dilophus fulvimacula
- Dilophus fulviventris
- Dilophus fumipennis
- Dilophus fumosus
- Dilophus gagatinus
- Dilophus giganteus
- Dilophus globosus
- Dilophus golbachi
- Dilophus gracilipes
- Dilophus gracilis
- Dilophus gratiosus
- Dilophus harrisoni
- Dilophus hiemalis
- Dilophus hirsutus
- Dilophus hortulana
- Dilophus humeralis
- Dilophus hummeli
- Dilophus hyalipennis
- Dilophus immaculipennis
- Dilophus inconnexus
- Dilophus innubilus
- Dilophus insolitus
- Dilophus interruptus
- Dilophus jilinensis
- Dilophus kagoshimaensis
- Dilophus lateralis
- Dilophus lii
- Dilophus lingens
- Dilophus longiceps
- Dilophus longipilosus
- Dilophus longirostris
- Dilophus lucidus
- Dilophus lucifer
- Dilophus luteicollis
- Dilophus luteus
- Dilophus macrorhinus
- Dilophus macrosiphonius
- Dilophus maculatus
- Dilophus maculipennis
- Dilophus maghrebensis
- Dilophus martinovskyi
- Dilophus matilei
- Dilophus mcalpinei
- Dilophus megacanthus
- Dilophus melanarius
- Dilophus membranaceus
- Dilophus microcerus
- Dilophus minimus
- Dilophus minor
- Dilophus minutus
- Dilophus modicus
- Dilophus multispinosus
- Dilophus neglectus
- Dilophus neoinsolitus
- Dilophus niger
- Dilophus nigripes
- Dilophus nigrivenatus
- Dilophus nigriventris
- Dilophus novemmaculatus
- Dilophus nubilipennis
- Dilophus nuptus
- Dilophus obesulus
- Dilophus obscuripennis
- Dilophus obscurus
- Dilophus obsoletus
- Dilophus obtusus
- Dilophus occipitalis
- Dilophus oceanus
- Dilophus orbatus
- Dilophus ornatus
- Dilophus palaeofebrilis
- Dilophus palidipennis
- Dilophus pallens
- Dilophus partitus
- Dilophus parvus
- Dilophus patagonicus
- Dilophus paucidens
- Dilophus paulseni
- Dilophus pectoralis
- Dilophus peruensis
- Dilophus philippii
- Dilophus pictilis
- Dilophus pictipes
- Dilophus pictus
- Dilophus piliferus
- Dilophus plagiospinae
- Dilophus plaumanni
- Dilophus poikilospinalis
- Dilophus proxilus
- Dilophus proximus
- Dilophus quadridens
- Dilophus quinquespinae
- Dilophus quintanus
- Dilophus rhynchops
- Dilophus rubidus
- Dilophus rubiginosus
- Dilophus rubricollis
- Dilophus rubripes
- Dilophus rufipes
- Dilophus sayi
- Dilophus scabricollis
- Dilophus sectus
- Dilophus segnis
- Dilophus segregatus
- Dilophus serenus
- Dilophus serotinus
- Dilophus serraticollis
- Dilophus sexspinosus
- Dilophus similis
- Dilophus skusei
- Dilophus spinipes
- Dilophus splendens
- Dilophus stigmaterusstigmaterus
- Dilophus strigilatus
- Dilophus stygius
- Dilophus suberythreus
- Dilophus sublacteatus
- Dilophus succineus
- Dilophus surrufus
- Dilophus tapir
- Dilophus tenuis
- Dilophus tersus
- Dilophus testaceipes
- Dilophus tetracanthus
- Dilophus tetrascolus
- Dilophus tibialistibialis
- Dilophus tingi
- Dilophus transvestis
- Dilophus tricuspidatus
- Dilophus tridentatus
- Dilophus trispinosus
- Dilophus trisulcatus
- Dilophus tuthilli
- Dilophus valdivianus
- Dilophus variceps
- Dilophus varipes
- Dilophus venulatus
- Dilophus vicarius
- Dilophus villosus
- Dilophus vittatus